# NGC 7038
NGC 7038 هي مجرة حلزونية بتصميم عظيم تقع على بعد حوالي 210 مليون سنة ضوئية تقع في كوكبة الهندي (كوكبة). يبلغ قطرها 262,885 سنة ضوئية. تم اكتشافه من قبل عالم الفلك جون هيرشل في 30 سبتمبر 1834.

## عضوية المجموعات
NGC 7038 هو عضو في مجموعة المجرة المعروفة باسم مجموعة NGC 7014.

## وصلات خارجية
- NGC 7038 على موقع ويكي سكاي: DSS2, SDSS, GALEX, IRAS, Hydrogen α, X-Ray, Astrophoto, Sky Map, Articles and images